# Gamelberto
Gamelberto (Michaelsbuch, 720 circa – Deggendorf, 17 gennaio 800 circa) è stato un presbitero tedesco, fondatore dell'abbazia di Metten. Fu beatificato, per equipollenza, da papa Pio X nel 1909.

## Biografia
Di nobile famiglia bavarese, rifiutò di intraprendere la carriera militare e accettò l'incarico di curare le greggi. Imparò a leggere e studiò le Sacre Scritture: dopo la morte del padre fu ordinato sacerdote.
Dopo un pellegrinaggio a Roma, eresse una cella accanto a una chiesa e vi si ritirò, dedicandosi alla preghiera e all'aiuto ai bisognosi. Prima di morire affidò i suoi beni al suo figlioccio Utto affinché li utilizzasse per fondare la futura abbazia di Metten.
Morì il 17 gennaio di un anno attorno all'800.

## Culto
Il beato Gamelberto è raffigurato in abiti sacerdotali, con il bastone dei guardiani del gregge e una chiave nella mano sinistra, a simboleggiare la funzione apostolica del suo ministero.
Il culto prestato ab immemorabili a Gamelberto e Utto fu confermato da papa Pio X il 25 agosto 1909.
Il suo elogio si legge nel Martirologio romano al 17 gennaio.